# Oakwood Park
Oakwood Park – wieś w Stanach Zjednoczonych, w stanie Missouri, w hrabstwie Clay.